# عصر یخبندان: رانش قاره‌ای
عصر یخبندان: رانش قاره‌ای (به انگلیسی: Ice Age: Continental Drift) فیلمی پویانمایی کمدی ماجراجویی آمریکایی محصول سال ۲۰۱۲ است. این فیلم چهارمین قسمت از مجموعه فیلم‌های عصر یخبندان است که توسط استیو مارتینو و مایک تورمیر از فیلم‌نامه‌ای توسط مایکل برگ و جیسون فوکس کارگردانی شده است. ری رومانو، جان لگویزمائو، دنیس لری و کویین لطیفه نقش‌های خود را از فیلم‌های قبلی تکرار و جنیفر لوپز، دریک و نیکی میناژ شخصیت‌های جدید را صداپیشگی می‌کنند. داستان آن درباره اسکرات است که به اشتباه منی، سید و دیه‌گو را به همراه مادربزرگ سید به کوه یخ می‌فرستد و باعث می‌شود که با گروهی از دزدان دریایی به رهبری کاپیتان گات روبرو شوند.
این فیلم در ۱۳ ژوئیه ۲۰۱۲ در ایالات متحده اکران شد. این فیلم نقدهای متفاوتی دریافت کرد و اجرا، پویانمایی، موسیقی و طنز آن تحسین شد، اما از داستان و غیراصالت بودن آن انتقاد شد. این فیلم ۸۸۷ میلیون دلار در سراسر جهان فروخت که آن را به پنجمین فیلم پرفروش سال ۲۰۱۲ و پرفروش‌ترین فیلم پویانمایی ۲۰۱۲ تبدیل کرد. دنباله آن، عصر یخبندان: مسیر برخورد در ۲۲ ژوئیه ۲۰۱۶ اکران شد.

## داستان
مانی و الی با دختر نوجوانشان، هلو، زندگی شادی دارند. اما در حالی که الی از میل دخترش برای ماجراجویی و ملاقات با افراد جدید حمایت می‌کند، منی بیش از حد محافظه‌کار است، که این موضوع هلو را ناراحت کرده و فاصله‌ای بین آن‌ها ایجاد می‌کند. در همین حین، خانواده‌ سید بازمی‌گردند، اما فقط برای آنکه مادربزرگ پیرشان، «گرنی»، را به او بسپارند و سپس فوراً او و مادربزرگش را ترک می‌کنند. منی زمانی که هلو را در حال معاشرت با گروهی از ماموت‌های نوجوان که او آن‌ها را تأیید نمی‌کند، می‌بیند، خشمگین شده و بین او و دخترش مشاجره‌ای شدید رخ می‌دهد.
کمی بعد، شکاف ناگهانی قاره که ناشی از تلاش اسکرات برای دفن بلوطش است، باعث می‌شود منی، سید، دیه‌گو و گرنی روی قطعات شناور یخ گرفتار شوند. آن‌ها ناچار می‌شوند روی جریان آب حرکت کنند و از الی، هلو و سایر حیواناتی که روی خشکی مانده‌اند، جدا می‌شوند. هلو پس از این حادثه احساس گناه می‌کند که درست قبل از آن با پدرش دعوا کرده است. هم‌زمان، زمین‌لرزه‌ای بزرگ زمین باقی‌مانده را تهدید می‌کند و الی حیوانات را رهبری می‌کند تا از یک پل خشکی عبور کرده و خود را به مکانی امن برسانند. در همین حال، اسکرات در اعماق اقیانوس یک بلوط دیگر پیدا می‌کند، اما در واقع آن یک بلوط شکسته است که درونش نقشه‌ای به «شهر گمشده‌ اسکراتلانتیس» را نشان می‌دهد. اسکرات بلافاصله تصمیم می‌گیرد تا به دنبال این شهر افسانه‌ای برود.
پس از مواجهه با یک طوفان سهمگین که آن‌ها را از خشکی دورتر می‌کند، گروه منی توسط گروهی از دزدان دریایی که بر روی یک کوه یخ شناور به شکل کشتی دزدان دریایی حرکت می‌کنند، اسیر می‌شوند. رئیس دزدان دریایی، کاپیتان گات، که یک گیگانتوپیتکوس است، سعی می‌کند منی و همراهانش را مجبور کند که به خدمه‌اش بپیوندند. اما وقتی منی امتناع می‌کند، گات تصمیم می‌گیرد آن‌ها را اعدام کند. این منجر به فرار منی و دوستانش می‌شود که ناخواسته باعث غرق شدن کشتی و از بین رفتن آذوقه‌های دزدان دریایی نیز می‌گردد. دست راست گات، شیرا، که یک ببر دندان‌خنجری است، پس از اینکه توسط هم‌تیمی‌هایش به حال خود رها می‌شود و تقریباً جان خود را از دست می‌دهد، توسط گروه منی نجات داده شده و ناچاراً به آن‌ها ملحق می‌شود.
گروه به ساحل سوییچ‌بک کوو می‌رسند، جایی که جریان آب آن‌ها را به خانه‌شان بازمی‌گرداند. وقتی منی متوجه می‌شود که گات یک گروه خرگوش کوهی را به بردگی گرفته و از آن‌ها برای ساختن یک کشتی یخی جدید استفاده می‌کند، نقشه‌ای را با کمک گروهی دیگر از خرگوش‌های کوهی طراحی می‌کند تا همراهانشان را آزاد کرده و کشتی را بربایند. در لحظه‌ فرار، دیه‌گو که عاشق شیرا شده، سعی می‌کند او را قانع کند که دزدان دریایی را ترک کرده و برای داشتن یک زندگی بهتر به گروه آن‌ها بپیوندد. شیرا که احساسات مشابهی به دیه‌گو پیدا کرده، ابتدا می‌پذیرد، اما در نهایت تصمیم می‌گیرد که بماند و با کند کردن حرکت گات، به فرار گروه منی کمک کند. گات که حالا مصمم به انتقام از منی است، یک کشتی دیگر می‌سازد و نقشه‌ای برای گرفتن انتقام طراحی می‌کند.
در همین حال، در مسیر بازگشت حیوانات به پل خشکی، هلو به گروه ماموت‌هایی که قبلاً با آن‌ها آشنا شده بود، ملحق می‌شود. اما به زودی متوجه می‌شود که آن‌ها اهمیتی به خطرات پیش‌رو نمی‌دهند و او را به خاطر دوستی با یک مول‌هاگ به نام لوئیس مسخره می‌کنند. وقتی لوئیس می‌شنود که هلو به دیگر ماموت‌ها می‌گوید که آن‌ها دوست نیستند، هلو متوجه می‌شود که دوستان واقعی‌اش چه کسانی هستند. او ماموت‌های متکبر را سرزنش کرده و از آن‌ها دور می‌شود.
از سوی دیگر، منی، سید، دیه‌گو و گرنی به سختی از حمله‌ گروهی از سیرن‌ها جان سالم به در می‌برند. این موجودات ماهی‌مانند غول‌پیکر، شبیه به گل‌خورک‌ها، شکارچیانی خطرناک هستند که برای فریب طعمه‌هایشان، تصاویری از جفت‌های بالقوه آن‌ها را نمایش می‌دهند. پس از این فرار خطرناک، منی و گروهش به خانه بازمی‌گردند، اما متوجه می‌شوند که پل خشکی نابود شده و گات زودتر از آن‌ها رسیده و الی، هلو و بقیه‌ گله را گروگان گرفته است. لوئیس برای نجات هلو، به مقابله با گات برمی‌خیزد و درگیری شکل می‌گیرد. اما در همین لحظه، نهنگ خانگی گرنی، یک لویاتان غول‌پیکر به نام پرشس، از راه رسیده و خدمه‌ گات را متواری می‌کند. پیچز موفق به نجات الی می‌شود، در حالی که منی در نبردی نهایی روی یک تکه یخ شناور، گات را شکست می‌دهد. درست وقتی که گات در حال سقوط به دریاست، پرشس منی را نجات می‌دهد و گات را به سرنوشتش در آب‌ها رها می‌کند.
گات با یک سیرن مواجه می‌شود که شکل یک گیگانتوپیتکوس مؤنث را به خود می‌گیرد و او را در یک صدف غول‌پیکر گرفتار کرده و زنده می‌خورد. پس از این واقعه، هلو با لوئیس و منی آشتی می‌کند و در نهایت منی با خانواده و دوستانش دوباره متحد می‌شود، در حالی که شیرا به گله ملحق شده و رابطه‌ای عاشقانه با دیه‌گو آغاز می‌کند. با تخریب خانه‌شان به دلیل تغییرات زمین‌شناسی، پرشس گله را به یک جزیره سرسبز می‌برد، جایی که خرگوش‌های کوهی شروع به بازسازی تمدن خود کرده‌اند.
در همین حال، اسکرات به اسکراتلانتیس می‌رسد، جایی که در آنجا بلوط‌های زیادی وجود دارد که باعث می‌شود او به شدت هیجان‌زده و پرانرژی شود. زمانی که به او هشدار داده می‌شود که دیگر بلوطی برندارد، اسکرات تلاش می‌کند مقاومت کند اما در نهایت یک بلوط غول‌پیکر را می‌کشد که باعث می‌شود آب وارد شود و تمام شهر را شسته و ساکنان آن را با خود ببرد. اسکرات جان سالم به در می‌برد اما وقتی تلاش می‌کند تا جایی که حالا شهر قرار داشت را حفاری کند، زمین ترک می‌خورد و اسکرات اکنون در وسط یک بیابان به نام دره مرگ قرار دارد. جایی که چشمانش شروع به سوختن کرده و داستان با فریاد او تمام می‌شود.